# Llac de Tunis
El llac de Tunis (àrab: بحيرة تونس, Buḥayrat Tūnis) és un llac salat del nord de Tunísia, en la governació de Tunis, a la part oriental i sud-oriental de Tunis, fins al golf de Tunis. Està dividit en dues parts, separades per una llengua de terra, l'una al nord (la més gran, amb 2.600 hectàrees) amb la Goulette a la seva punta oriental, Le Kram, al nord-est, i Soukra al nord (l'Aeroport Internacional de Tunis es va ja construir en part en terrenys arrabassats al llac); i la part sud (amb unes 1.100 hectàrees) amb el port de Radès a la part oriental, al golf de Tunis i el port de Tunis a la part occidental. El canal es va obrir el 1888 i inicialment mesurava 10 km, amb una fondària de 6,5 metres i amplada de 30 metres. Avui dia, està previst l'enllaç de la Goulette i Radès per un pont.
Ocupa una superfície de 4.000 hectàrees, però tendeix a disminuir per l'aprofitament urbanístic que li arrabassa terrenys. El projecte d'arranjament del llac, el 1980, va donar origen al barri d'El Bouhaira o en francès Berges du Lac, que està situat just a la part sud de l'aeroport. Als anys noranta, en va començar l'arranjament de la part sud, al sud-oest de la qual hi ha la ciutat de Ben Arous.
La seva salinitat és de 35 g/l. Un petit canal al nord, a Kheireddine, al costat de Le Kram, i un de més gran al sud, a Rasès, el comuniquen amb el golf de Tunis. La seva profunditat és reduïda (menys de 7 metres de mitjana). Al seu costat nord, es va construir una carretera després del 1956. Una carretera passa també al costat de la carretera i uneix Tunis amb La Goulette i les ciutats del nord fins a la Marsa i Gammarth.
A uns 5 km al nord, hi ha un llac salat conegut com la Sabkhat d'Ariana, que pertany a la governació d'Ariana, i al sud-oest la sabkhat Sejoumi, que pertany a la governació de Ben Arous.

## Conservació
Des del 1984, un projecte per a netejar el llac, que fins llavors era receptor de les aigües fecals de Tunis i altres viles, va ser posat en marxa amb l'assessorament d'empreses europees. Al llac, hi ha pescadors i es recullen bastants peixos per la seva bona salinitat, que produeix plàncton en abundància. Una colònia d'ocells, i especialment flamencs roses, s'ha establert a l'illot de Chikly, on hi ha un antic fortí espanyol, i forma des de 1993 una reserva natural (Reserva natural de l'Illa de Chikly) de 3ha. L'ecosistema està degradat per la proximitat de Tunis i altres ciutats industrials. L'eutrofització de l'estany minva la biodiversitat sobre tot durant l'estiu.
El llac fou declarat reserva natural por ordre ministerial. També forma part de la llista d'AICA, publicada per Bird Life International.
En data de 23 de gener de 2013 fou designat un sector dels estanys com a Lloc RAMSAR número 2096 amb el nom «Complex Llac de Tunis». La superfície inclosa a la llista fou de 2.243 ha.

Recull d'imatges
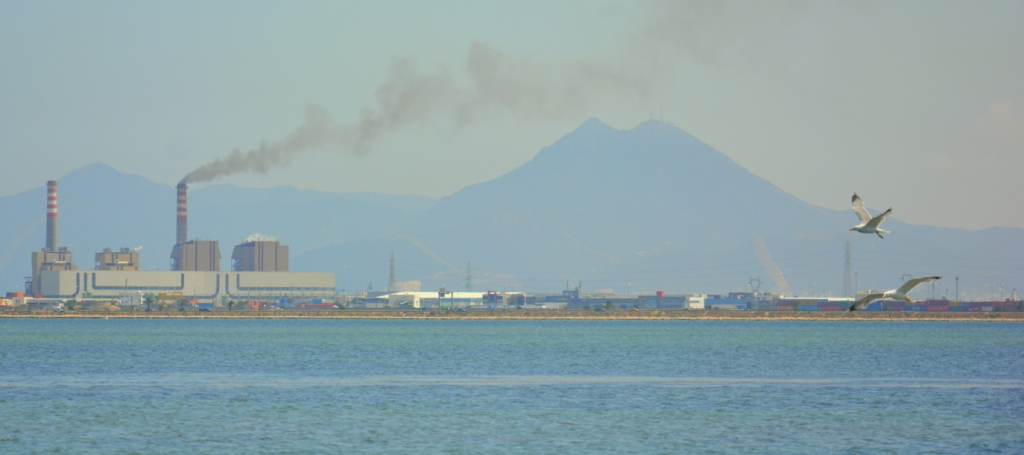
Central termoelèctrica actualment en remodelació.
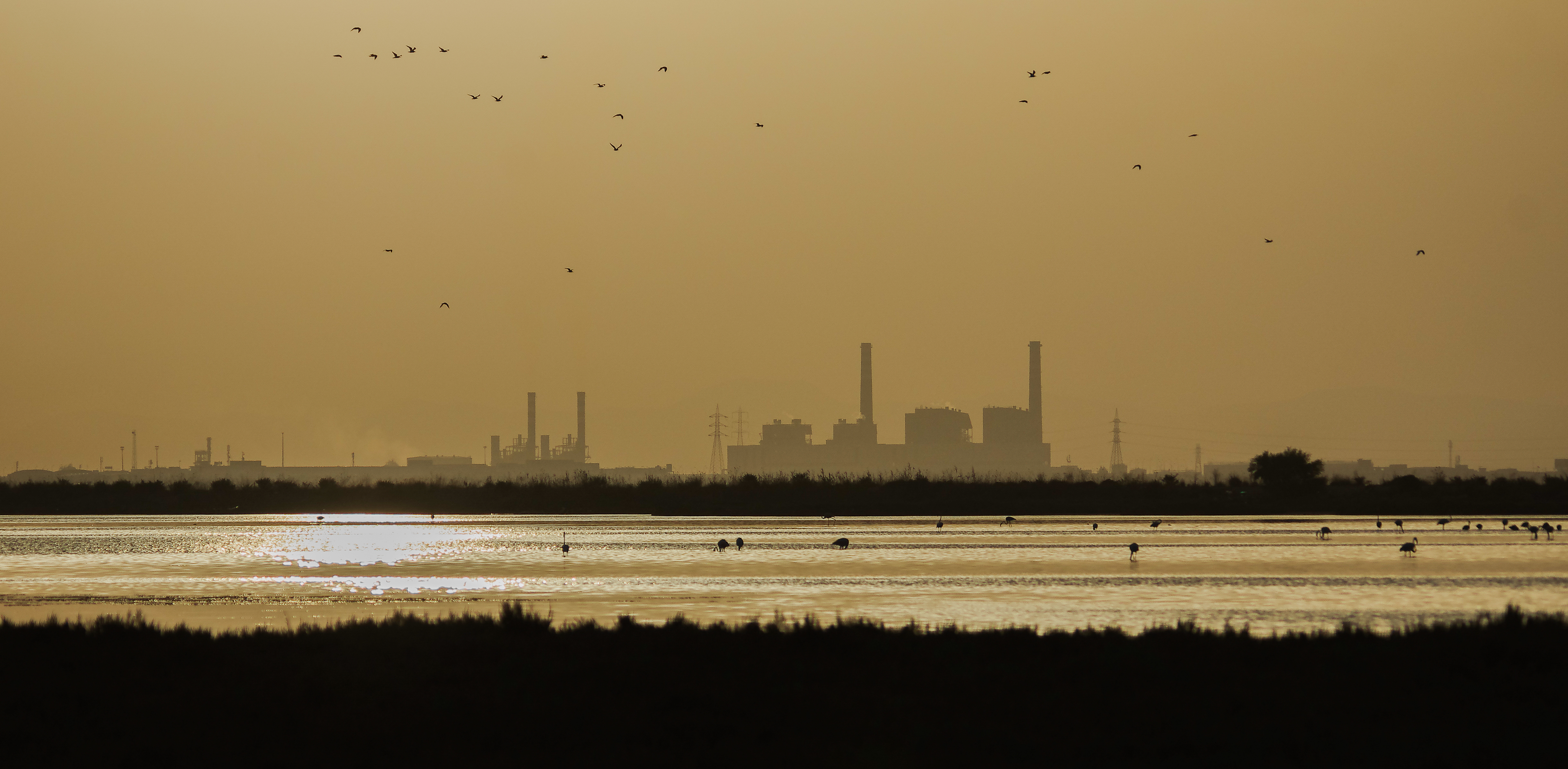
Volades d'ocells
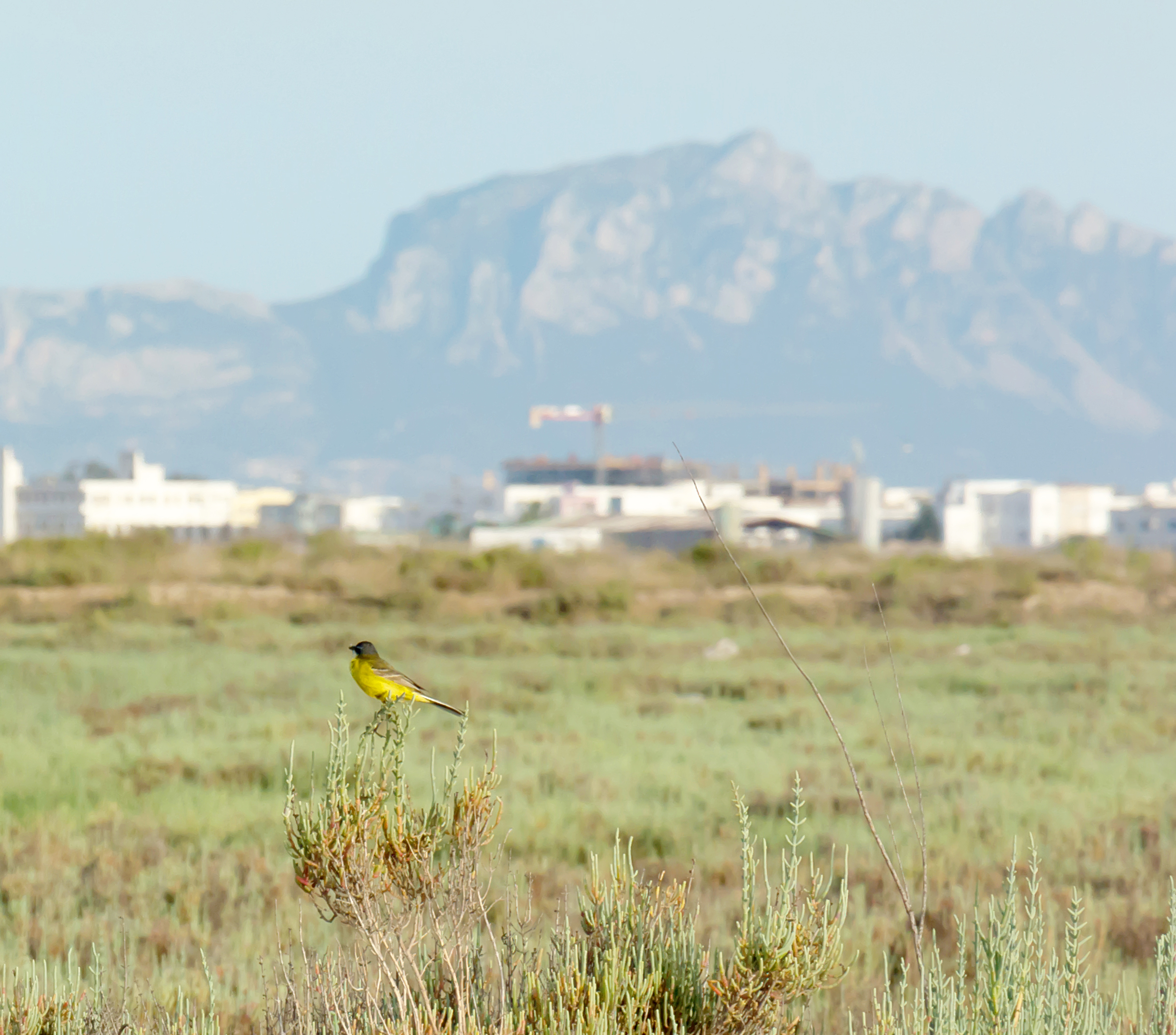
Herbassars
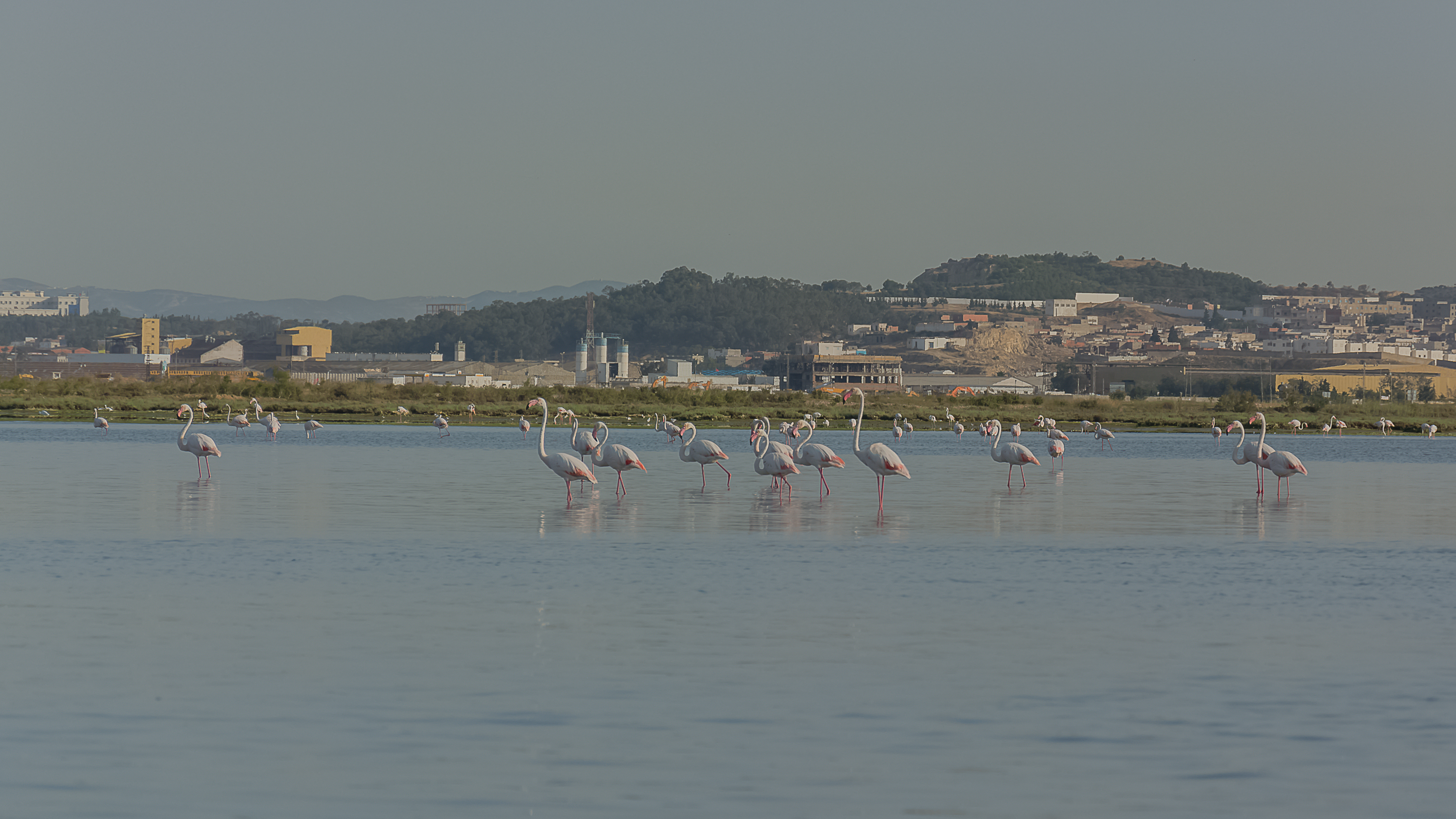
Flamencs
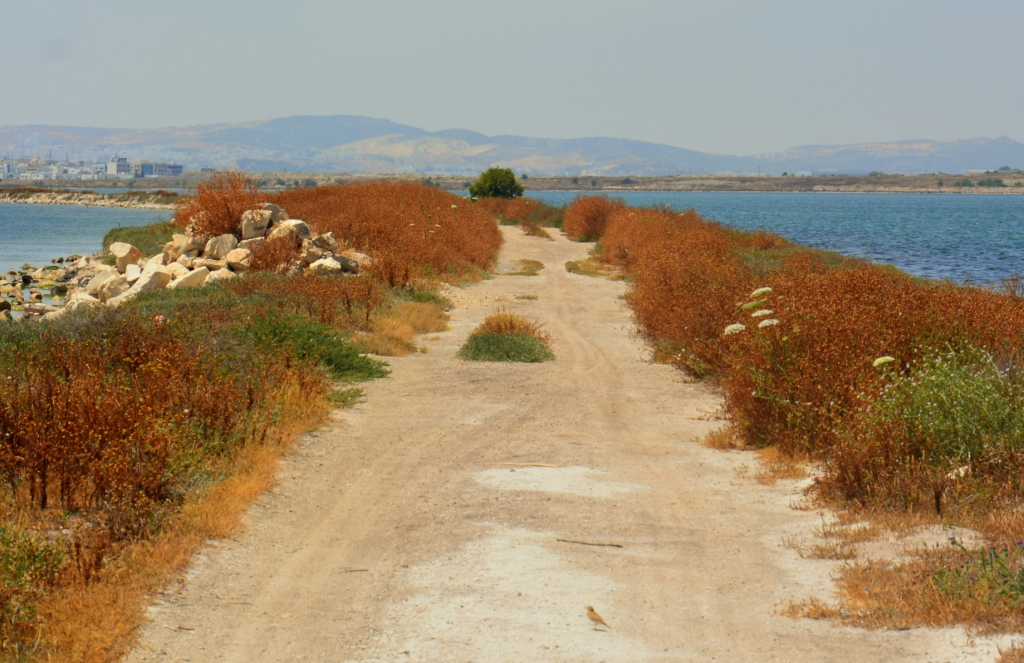
Camí pel mig de l'estany
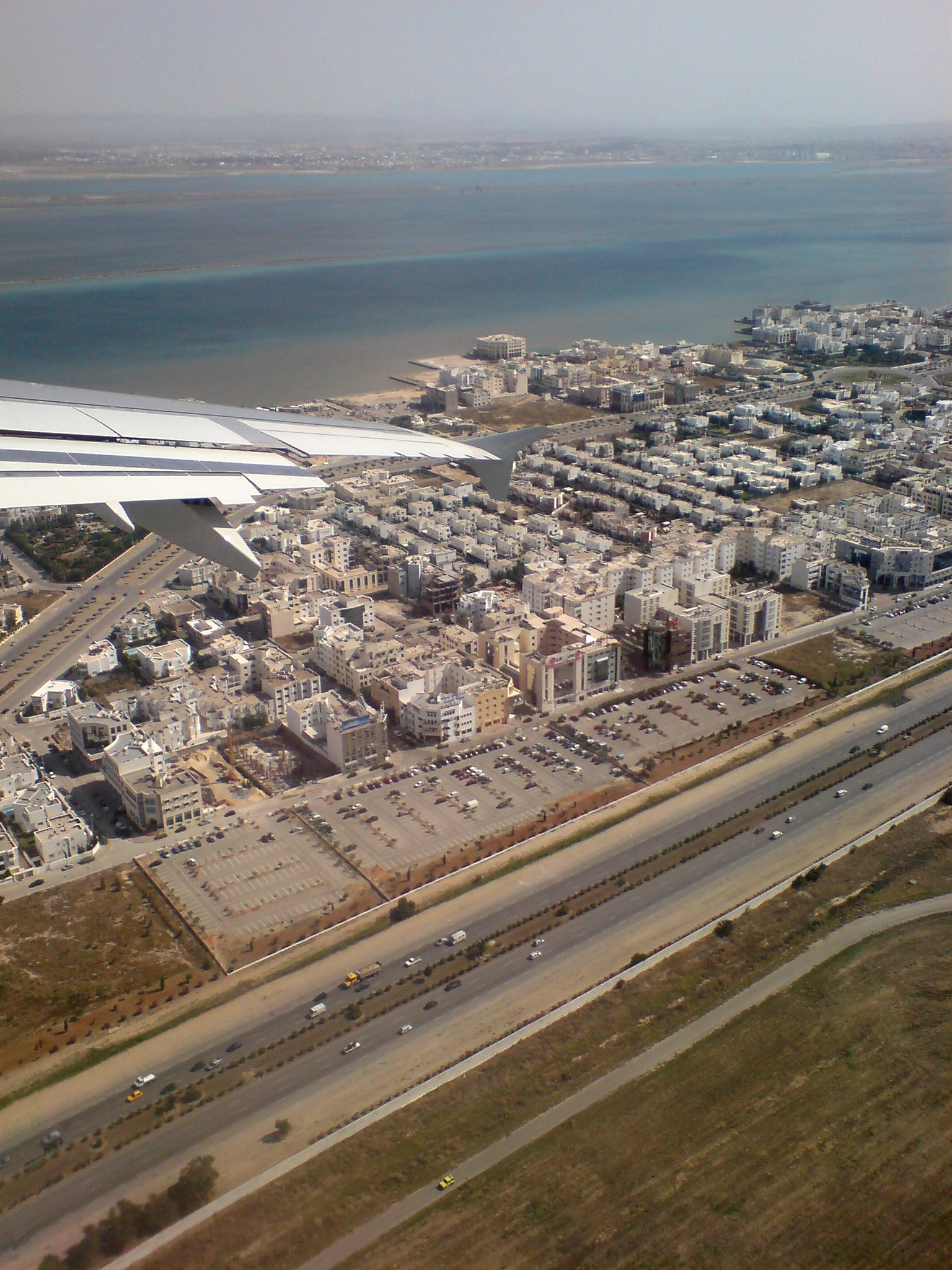
Llac de Tunis des de l'aire
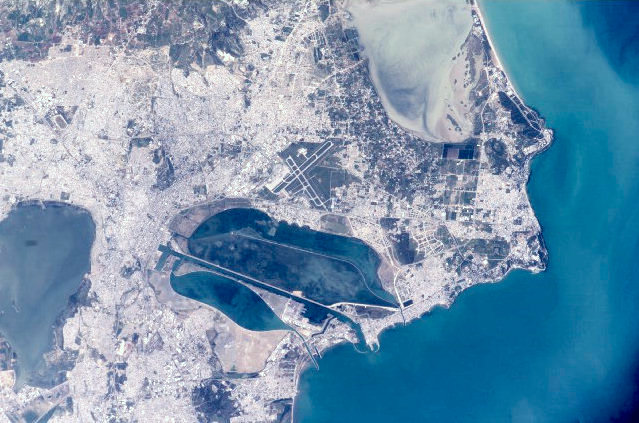
Vista des de satèl·lit
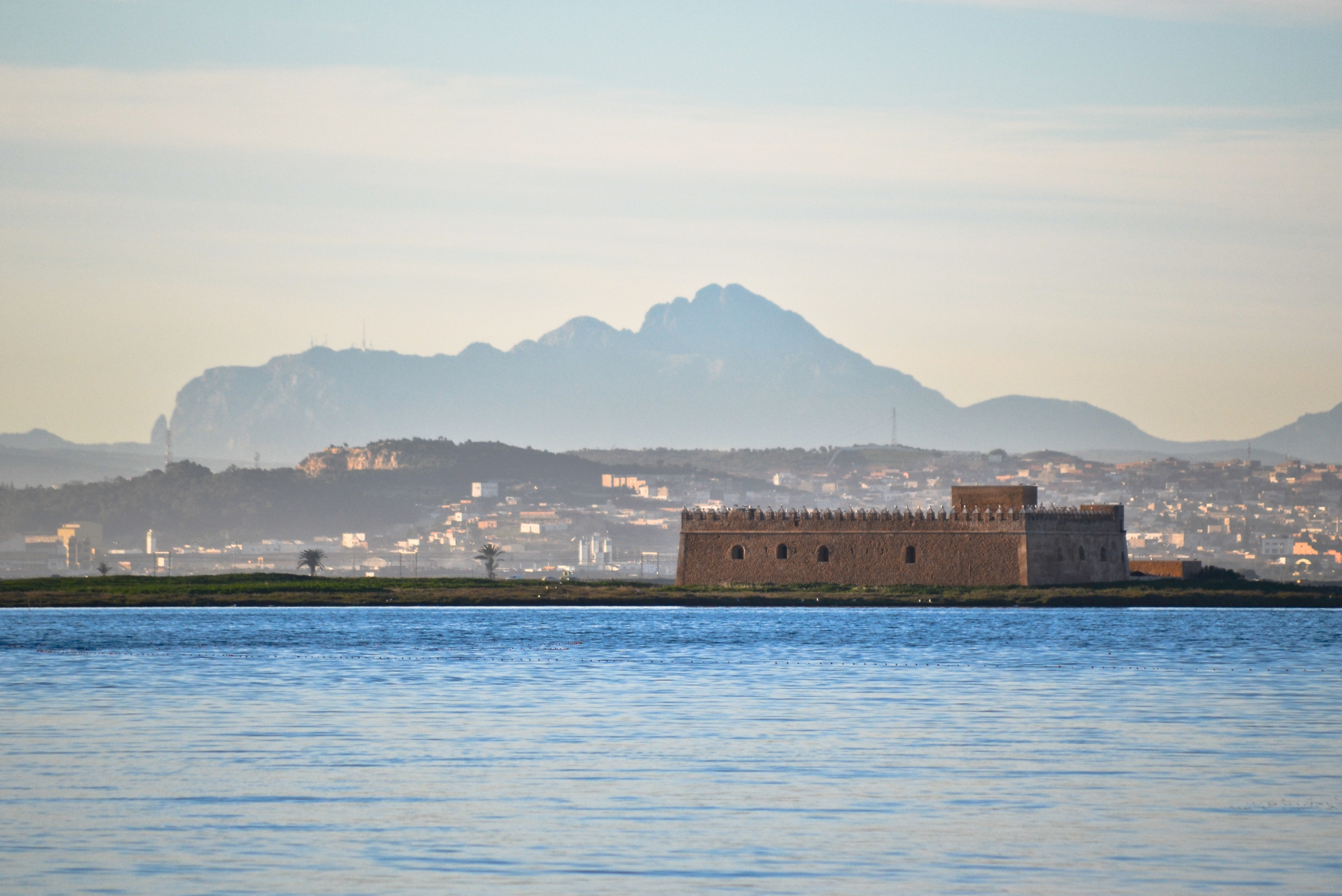
Fortí de l'Illa de Chikly i la muntanya Djebel Zaghouan al fons
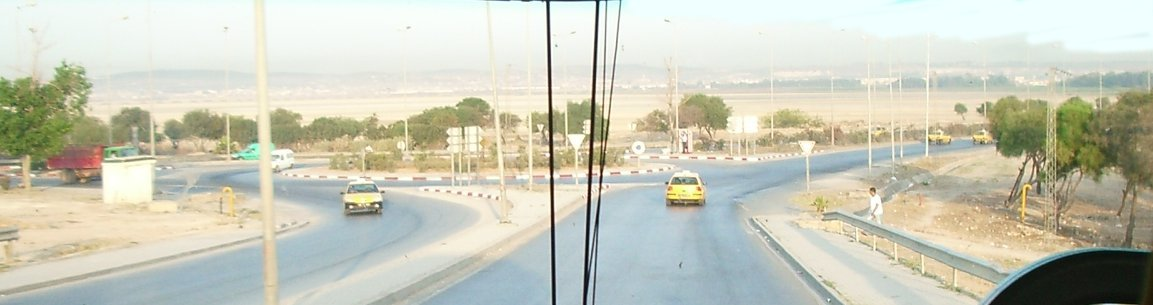
Llac de Tunis des de la carretera